# Бемброві
Бемброві (Bembridae) — родина променеперих риб ряду Скорпеноподібні (Scorpaeniformes). Інша назва — глибоководні плосконоси. Бемброві близькі до плоскоголових (Platycephalidae), з якою їх раніше об'єднували. На відміну від плоскоголових, їх голови лише злегка сплющені і мають колючі виступи. Бемброві живуть на глибинах 150—650 м в Індійському та Тихому океанах.

## Систематика
Родина включає 8 видів у трьох родах.
- Bembradium Gilbert, 1905
  - Bembradium furici Fourmanoir & Rivaton, 1979
  - Bembradium roseum Gilbert, 1905
- Bembras Cuvier in Cuvier & Valenciennes, 1829
  - Bembras adenensis Imamura & Knapp, 1997
  - Bembras japonica Cuvier, 1829
  - Bembras longipinnis Imamura & Knapp, 1998
  - Bembras macrolepis Imamura, 1998
  - Bembras megacephala Imamura & Knapp, 1998
- Brachybembras Fowler, 1938
  - Brachybembras aschemeieri Fowler, 1938